# Joana Ribeiro

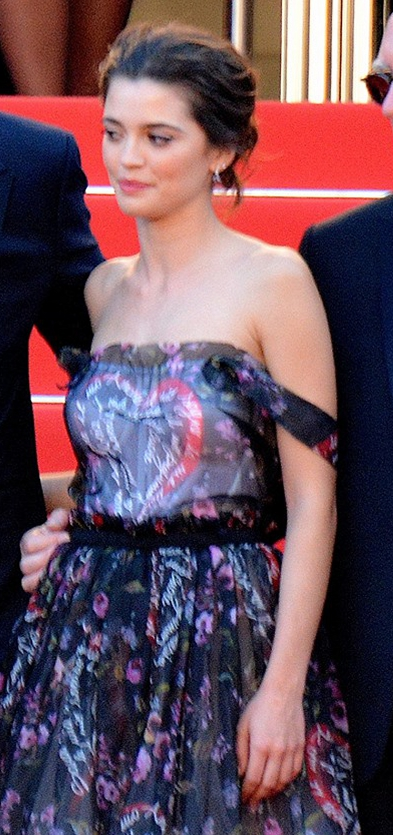
Joana Ribeiro bei den Internationalen Filmfestspielen von Cannes 2018

Joana Isabel de Alvim Rodrigo Pereira Ribeiro (* 25. März 1992 in Lissabon) ist eine portugiesische Schauspielerin.

## Leben
Joana Ribeiro wurde als Tochter eines Ingenieurs und einer Tierärztin in Lissabon geboren. Ihre Schauspielausbildung erhielt sie unter anderem 2011 an der New York Film Academy und 2016 am Estudio Corazza.
Von 2012 bis 2013 war sie in der portugiesischen Telenovela Dancin’ Days des Senders Sociedade Independente de Comunicação (SIC) als Mariana Corte Real zu sehen. Für ihre Darstellung der Mariana wurde sie 2013 im Rahmen der Verleihung der Globos de Ouro 2013 in der Kategorie Revelação do Ano (Entdeckung des Jahres) nominiert. Weitere Serienrollen folgten 2013/14 in Sol de Inverno als Margarida, 2015/16 in Poderosas als Luísa Nogueira, 2017 als Paula in Madre Paula, 2017/18 als Ana Rita Sobral in Paixão, 2018/19 als Diana Figueiredo in A Teia und 2019/20 als Teresa Cunha in Prisioneira.
Im als Abschlussfilm der Internationalen Filmfestspielen von Cannes 2018 gezeigten Spielfilm The Man Who Killed Don Quixote des Regisseurs Terry Gilliam verkörperte sie die Rolle der Angelica. Im Rahmen der 70. Internationalen Filmfestspiele Berlin wurde sie 2020 als European Shooting Star ausgezeichnet. Im Spielfilm Das Wunder von Fatima – Moment der Hoffnung (Fatima) von Marco Pontecorvo war sie 2020 als Maria zu sehen. Im Herbst 2020 stand sie für Dreharbeiten zur dritten Staffel der Sky-Serie Das Boot vor der Kamera. Außerdem drehte sie für den Science-Fiction-Thriller Infinite von Antoine Fuqua. 2021 wurde sie für die Showtime-Serie The Man Who Fell to Earth, einer Neuverfilmung von Der Mann, der vom Himmel fiel basierend auf dem gleichnamigen Roman von Walter Tevis, für die Rolle der Lisa Dominguez verpflichtet.
In den deutschsprachigen Fassungen wurde sie unter anderem von Anna Gamburg in The Man Who Killed Don Quixote und Glória, von Katrin Zimmermann in Das Wunder von Fatima – Moment der Hoffnung sowie von Katharina Schwarzmaier in The Man Who Fell to Earth synchronisiert.

## Filmografie (Auswahl)
- 2012–2013: Dancin’ Days (Fernsehserie)
- 2013: Herança do Silêncio (Kurzfilm)
- 2013–2014: Sol de Inverno (Fernsehserie)
- 2015: Gasolina (Kurzfilm)
- 2015: A Uma Hora Incerta
- 2015–2016: Poderosas (Fernsehserie)
- 2017: Madre Paula (Fernsehserie)
- 2017: Muletas (Kurzfilm)
- 2017–2018: Paixão (Fernsehserie)
- 2018: The Man Who Killed Don Quixote
- 2018: O Caderno Negro
- 2018–2019: A Teia (Fernsehserie)
- 2019: Portugal Não Está à Venda
- 2019: Linhas Tortas
- 2019–2020: Prisioneira (Fernsehserie)
- 2020: Das Wunder von Fatima – Moment der Hoffnung (Fatima)
- 2020: Um Fio de Baba Escarlate
- 2021: Sombra
- 2021: Infinite – Lebe unendlich (Infinite)
- 2021: Nightride
- 2021: 5Starz (Fernsehserie)
- 2021: O Livro Negro do Padre Dinis (Fernsehserie)
- 2021: Glória (Fernsehserie)
- 2022: Die Sibylle (A Sibila)
- 2022: The Man Who Fell to Earth (Fernsehserie)
- 2022: Das Boot (Fernsehserie)
- 2022: Sombra – uma mãe sabe (Fernsehserie)
- 2023: A Primeira Idade
- 2023: Lusitânia (Fernsehserie)
- 2023: Diálogos Depois do Fim
- 2024: The Veil (Fernsehserie)
- 2024: Die Papiere des Engländers (Os Papéis do Inglês)
- 2024: Sonhar com Leões
- seit 2024: A Promessa (Fernsehserie)
- 2025: Daqui Houve Resistência (Fernsehserie)

## Auszeichnungen und Nominierungen (Auswahl)
- 2013: Globos de Ouro – Nominierung in der Kategorie Revelação do Ano (Entdeckung des Jahres) für Dancin’ Days[3][8]
- 2020: Auszeichnung als European Shooting Star[5]